# جان البارودي
عالم جان البارودي او ملا عالمجان البارودي اثرى، (قازان 17 فبراير1857م - موسكو 6 ديسمبر 1921م) رجل دين ، وصحفي، وناشط إجتماعي تتري، مدير المدرسة المحمدية التي اسسها والده في قازان سنة 1300ه‍، ورئيس تحرير مجلة الدين والأدب، اصدرها في قازان عام 1906م.

## السيرة
عالمجان البارودي، مفتي المسلمين في روسيا، المعلم والصحفي وشيخ الطريقة النقشبندية، ولد في (23 جمادى الٱخرة 1273ه‍ / 17 فبراير 1857م)، في قرية (مالي كوفالي) في ضاحية بارودي في ولاية قازان، والده محمد جان بن بنيامين التاجر، وامه السيدة فخر النساء.
درس في المدرسة القاسمية في قازان وهو في الثالثة من عمره، ثم غادر إلى بخارى عام 1875م لمواصلة تعليمه الديني، وفي عام 1882م عاد إلى قازان، وأصبح إمام ثاني في المسجد الأبيض.

## المدرسة المحمدية
كان والده التاجر محمد جان بن بنيامين علييف، قد اسس المدرسة المحمدية من ماله الخاص عام 1300ه‍/1882م، وكان له من الأولاد أربعة وجعل منهم ثلاثة طلاب للعلم، أكبرهم عالمجان أفندي، ثم صالحجان أفندي، وهو مدرس في مدرسة إسلامية أخرى في قازان، واخيراً عبد الرحمن أفندي، المدرس في المدرسة المحمدية. ورتبها إلى ثلاثة أقسام:
الأول قسم الفقراء، والقسم الثاني لتعليم الطبقة المتوسطة، اما القسم الثالث، وهو الركن الأعظم للمدرسة المحمدية وعليه عشرون مدرساً، يشمل هذا القسم أكثر من ثلاثمائة طالب وجلهم من البلاد الشاسعة النائية، يقرأون النحو والصرف والمنطق والمعاني والبيان والبلاغة الحساب والحكمة والتاريخ والجغرافية والاصول والحديث والتفسير إلى غير ذلك من انواع العلوم العربية كلها، فيخرج الطالب إماماً او مدرساً في قرية او بلدة.
ومدير هذه المدرسة الأستاذ عالمجان أفندي والذي يدرس فيها مرتين في اليوم أيضا.

وهناك من يقول ان عالم جان البارودي، هو من أنشأ هذه المدرسة الخاصة عام 1883م، واسماها المدرسة المحمدية تيمناً بوالده، والتي أصبحت مدرسة دينية كبيرة ومرموقة في قازان تستخدم طريقة صوتية متقدمة في التدريس منذ عام 1891م.
ويشير الدكتور أمين القاسم وهو باحث مختص في تاريخ المنطقة: إن المدرسة تأسست عام 1882 علي يد الناشط التتري عالم جان بتمويل من والده التاجر (محمد زين) وان المبنى مكون من طابق واحد، وفي 1901 أضيف له طابقين، ليصبح ثلاثة طوابق أحدهما خصص لسكن الطلبة.وقبل ذلك وفي العام 1890 افتتح مبنى اخر بادارة (زوجة البارودي) كمدرسة خاصة للبنات تابع للمدرسة المحمدية. وكان للمدرسة أوقاف تتبعها من بيوت وأراضي ومحلات.
بعد الثورة الشيوعية اغلقت المدرسة عام 1918م، وصودرت ابنيتها، افتتحت المدرسة من جديد عام 1993، وتم استخدام جزء من المبنى عام 1994م، ثم استخدم المبنى كاملا عام 1997م. ما تزال المدرسة قائمة تؤدي دورها في تعليم الإسلام واللغة العربية وإعداد الأئمة والخطباء.

## اعماله
اصدر في قازان مجلة الدين والأدب في 17 آيار/مارس 1906م، وتوقفت عام 1908م، بسبب نفيه من عام 1908-1910 لنشاطه الإسلامي إلى فولوكدا الغربية. ثم عادت للصدور عام 1913م، وحجبت عام 1917م، بسبب الأوضاع السياسية والاقتصادية المضطربة في البلاد بعد الثورة على الحكم القيصري، كذلك بسبب انتخاب رئيس التحرير الشيخ عالم جان البارودي مفتياً للإدارة الدينية لمسلمي أورينبورغ عام 1917م.
قبل ذلك وفي عام 1909م، حج بيت الله الحرام وفي طريقه زار إسطنبول، وبيروت، ودمشق، والتقى بعدد من العلماء مثل جمال الدين القاسمي ومحمد رشيد رضا.

## مؤلفاته
- الإلمام المبدئي (تعلم الهجاء في اللغة).
- قاموس تتري-عربي-فارسي.
- العقود الثلاث: نكاح، طلاق، يمين.
- كتاب المعاملات.
- سؤال وجوابلي:حسن العبادة
- كتاب الصلاة ايجون.
- لغات ثلاث، سه زبان، أوج تيل.
- مدخل عربية.
- تتمه.
- صد بند، سود مند: براى هر فرزنك خردمند.
- الكتاب الأول على الأربعينات المتسلسلة.
- ،الكتاب الثاني على الأربعينات المتسلسلة
- الكتاب آلثالث على الأربعينات المتسلسلة.

## وفاته
توفي مفتي مسلمي روسيا الشيخ والملا عالم جان البارودي في موسكو في (7 ربيع الثاني 1340ه‍ / 6 ديسمبر 1921م)، ودفن بمسقط رأسه في قازان.